# Душко Наумовски
 Тази статия е за комунистическия партизанин.  За режисьора вижте Душан Наумовски.  
Душан Наумовски (Душко Наумов) (на македонска литературна норма: Душко Наумовски) е югославски партизанин, деец на НОВМ. Прието е символично, че на 11 октомври 1941 година той изстрелва първия куршум срещу българските власти във Вардарска Македония.

## Биография
Роден е в 1921 година или по-рано в Крушевац, тогава в Кралството на сърби, хървати и словенци, в семейство на сърбомани от прилепското село Плетвар, които още по турско време се преселват в Сърбия. На шестгодишна възраст, след като баща му завършва Селскостопанския факултет в Загреб, се завръща със семейството си в Прилеп. След като баща му получава работа в Земеделското училище в Битоля, той и семейството му се преместват там. В Битолската гимназия Душко става член на СКОЮ. Живее за кратко и в Тетово.
Поради анексията на Вардарската бановина от България по време на Втората световна война, Наумовски се присъединява към югославската комунистическа съпротива под ръководството на Лазар Колишевски. На 11 октомври 1941 година вечерта, заедно с група нелегални участва в атаката на полицейския участък в града. При акцията Душко застрелва по време на разговор стражаря Петър Колев от битолското село Смилево. Колев не подозира нищо, понеже познава Наумовски и е познат на баща му, както и техен съсед. Той е мобилизиран, семеен с 3 деца.
Самият Наумовски определя по-късно постъпката си като идеологически мотивиран и силно противоречив акт. Впоследствие, тази акция е обявена за начало на антифашистката борба и за официален празник в югославската Народна Република Македония. Датата остава официален празник и в Северна Македония след независимостта. Фактът, че Наумовски е от сърбоманско семейство, а убитият стражар е от Вардарска Македония, а не от старите предели на България, остава публична тайна и е премълчаван. Пренебрегват се и обстоятелствата, че и преди тази дата има нападения над български военни и полиция, но те са организирани под ръководството на Методи Шатаров, който присъединява местните комунисти към БКП и се конфронтира с ЮКП.
Наумовски изпада в силен стрес от постъпката си. По-късно е арестуван от българската полиция и е осъден от военен съд. Избягва смъртна присъда поради това, че е непълнолетен съгласно действащата тогава Търновска конституция, според която пълнолетен се става при навършване на 21 години. Лежи в затворите в Прилеп, Битоля и Скопие. В затвора попада в една килия с Лазар Колишевски, който е в тежко състояние, и с действията си успява да му спаси живота. След това двамата се сближават.
През есента на 1944 година е освободен от новите власти. Изпратен е в школа в Белград, където се подготвя за кадър на народната милиция. Започва работа в МВР, но е обвинен в противозаконно отнемане на скъпоценности при изпълнение на служебните си задължения. Лежи осем месеца в затвора, след което е освободен по нареждане на Колишевски. След това е уволнен от МВР и започва работа като актьор в Прилепския театър. Впоследствие е назначен за директор на театъра в Битоля. Поради случая с кражбата на бижута името му остава неизвестно в комунистическа Югославия и той не е награждаван с партизански отличия, нито е провъзгласен за народен герой.
През 1961 година умира при катастрофа близо до Прилеп.
Женен е за Олга Наумовска. Тяхната дъщеря Лиле е женена за Борис Чоревски.
През 1993 година е издадена романизирана версия на биографията му.